# Бик (съзвездие)
Вижте пояснителната страница за други значения на Бик.
Бик (Телец) е съзвездие, видимо от Северното полукълбо. То е зодиакално съзвездие, тъй като лежи на еклиптиката. Бикът е едно от най-древните съзвездия. Формата му е определена още от вавилонците, които смятали, че той е бикът, който оре небесната бразда, по която минава Слънцето. Символът му е: .
Името на съзвездието е превод от латинското му название – Taurus („Бик“).

## Звезди
- αTau – Алдебаран, най-ярката звезда от съзвездието. Въпреки че се проектира върху звездния куп Хияди, тя не е негов член. Алдебаран е не само 13-а по яркост звезда на небето, а също и двойна система. Главната звезда е червен субгигант от спектрален клас К5 със звездна величина 0,9. Спътникът е джудже от спектрален клас М2 и m=13,4 (звездна величина). Поради голямата разлика в светимостите на двете звезди, разделянето им съвсем не е лесна задача.
- λTau – Съзвездието съдържа интересни за наблюдения променливи звезди. Ярка затъмнителна променлива е λTau. Блясъкът r̀ се изменя от 3,4 до 4,1 звездна величина на всеки 3,95 дни, когато едната от компонентите на тази двойна система преминава пред другата.
- RVTau – неправилна променлива, чиято звездна величина варира от 9,5 до 13 с период 79 дни.
- RRTau – също неправилна променлива със звездна величина 9,9 до 13, чийто блясък се изменя по напълно хаотичен начин.
- ζTau – измененията на светимостта са съвсем нерегулярни (m=2,9-3). Интересното при нея е, че тя е обвита от гореща газова мъглявина – вероятна причина за променливостта.

## Мъглявини
- Безспорно най-интересна от всички е Ракообразната мъглявина (NGC 1952 или M1), остатък от свръхновата, избухнала през 1054 година. Има неправилна форма и размери 8'х6' и звездна величина 9. През малък телескоп тя изглежда като овално безструктурно образувание, но с по-големи инструменти може да се различи влакнеста нишкообразна структура.
- Екзотичен обект за наблюдение е слабата отражателна мъглявина NGC 1554/5. Поради ниската си повърхностна светимост, тя може да се наблюдава с 30-сантиметров и по-голям телескоп. Понякога тази мъглявина променя яркостта си, но в повечето случаи изглежда подобно на отражателната мъглявина в Плеяди. Променливостта на NGC 1554/5 е свързана с измененията в светимостта на централната звезда – Т Tau, за която се предполага, че се намира в най-ранните стадии на своята еволюция. При промени в блясъка на Т Tau от 9,4 до 13, мъглявината губи или придобива повърхностна яркост.
- Единствената планетарна мъглявина в съзвездието Бик е NGC 1514, имаща фотографска звездна величина mpg=10. Върху небесната сфера покрива полукръг с диаметър 1,9' (дъгови минути). Ниската ѝ светимост се дължи на ниската светимост на централната звезда. Това затруднява наблюдаването с по-малки инструменти.